# Ostmark (valuta)
 è una valuta denominata in marchi che fu emessa dall'Impero tedesco nel 1918 per essere usata in una parte delle aree orientali che erano in quel periodo sotto controllo tedesco, l'Ober Ost. La valuta era rappresentata da banconote emesse il 4 aprile 1918 dalla ‘Darlehnskasse’ a Kowno (Kaunas) e aveva lo stesso valore del Papiermark tedesco. L'Ostmark circolava accanto al rublo russo e all'Ostruble, con un valore di due Ostmarks uguale a un (Ost)ruble.

## Banconote
| Immagine | Immagine | Valore      | Dimensioni (mm) | Colore base | Descrizione | Descrizione | Descrizione | Data emissione |
| Dritto   | Rovescio | Valore      | Dimensioni (mm) | Colore base | Dritto      | Rovescio    | Filigrana   | Data emissione |
| -------- | -------- | ----------- | --------------- | ----------- | ----------- | ----------- | ----------- | -------------- |
|          |          | 1/2 marco   | n. d.           | n. d.       | n. d.       | n. d.       | n. d.       | 4 aprile 1918  |
|          |          | 1 marco     | n. d.           | n. d.       | n. d.       | n. d.       | n. d.       | 4 aprile 1918  |
|          |          | 2 marchi    | n. d.           | n. d.       | n. d.       | n. d.       | n. d.       | 4 aprile 1918  |
|          |          | 5 marchi    | n. d.           | n. d.       | n. d.       | n. d.       | n. d.       | 4 aprile 1918  |
|          |          | 20 marchi   | n. d.           | n. d.       | n. d.       | n. d.       | n. d.       | 4 aprile 1918  |
|          |          | 50 marchi   | n. d.           | n. d.       | n. d.       | n. d.       | n. d.       | 4 aprile 1918  |
|          |          | 100 marchi  | n. d.           | n. d.       | n. d.       | n. d.       | n. d.       | 4 aprile 1918  |
|          |          | 1000 marchi | n. d.           | n. d.       | n. d.       | n. d.       | n. d.       | 4 aprile 1918  |

La faccia al verso della ‘Darlehnskassenscheine’ aveva un avviso contro la falsificazione in tedesco, lettone e lituano.

## Seguito
L'Ostmark e l'Ostruble continuarono a circulare in Lituania dopo la fine della prima guerra mondiale fino al 1º ottobre 1922, quando furono sostituiti dal litas. I nomi  skatikas e auksinas erano usati per Pfennig e Mark, per esempio, nei francobolli. I motivi per il passaggio al litas sono il collegamento con il Papiermark che era già in una situazione di inflazione (e sarebbe precipitano nell'iperinflazione nel 1923). Il litas aveva una tasso fisso di scambio con il dollaro statunitense.